# Anís paloma

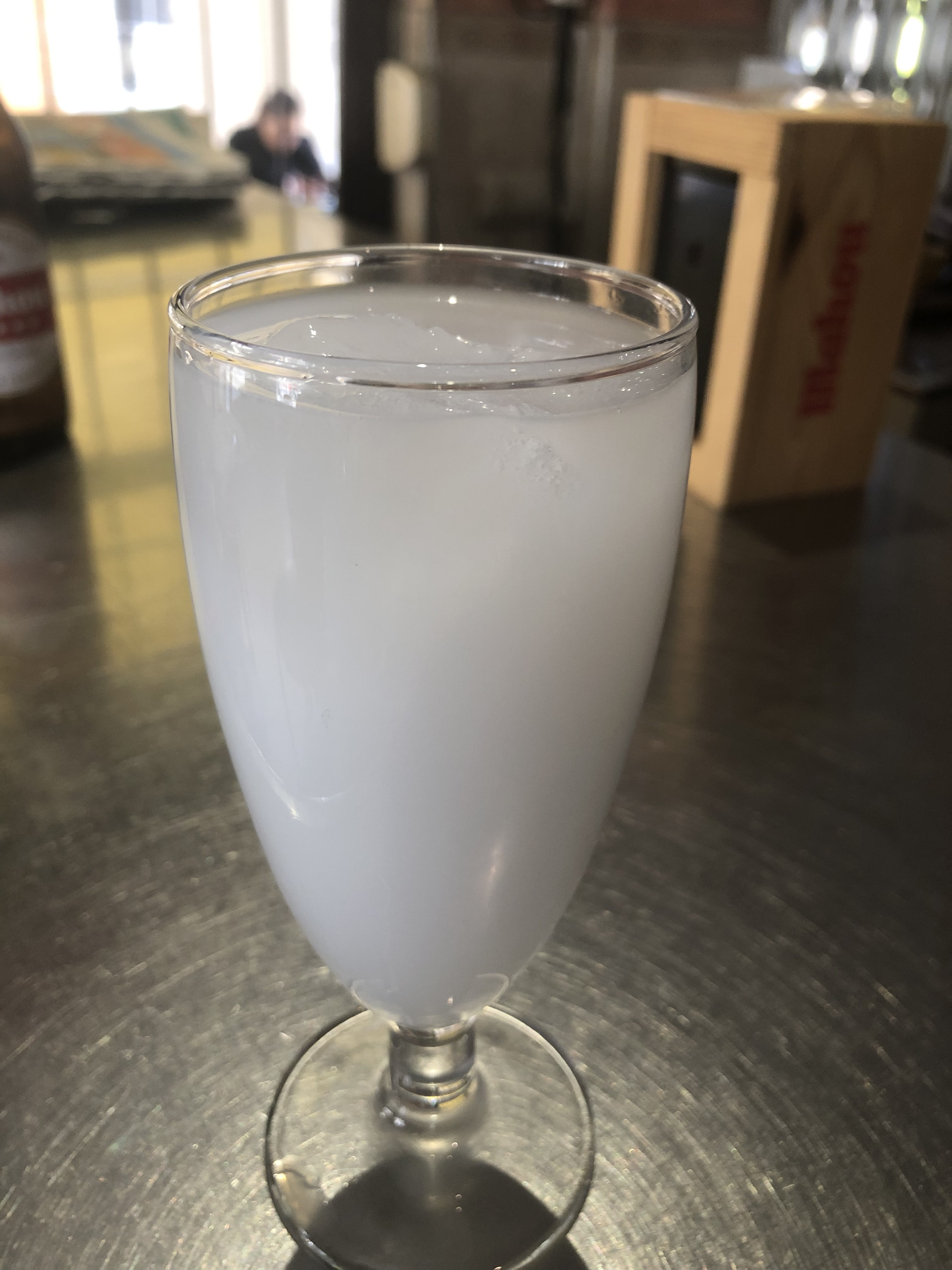
Copa d'anís paloma, anomenat així pel color blanc de la barreja d'anís sec i aigua.

L'anís paloma és un licor que s'elabora a la localitat valenciana de Montfort (el Vinalopó Mitjà). En el passat, també va tenir la denominació oficial d'anís d'Alacant.
S'obté de la destil·lació de l'anís verd (Pimpinella anisum) o anís estrellat (Illicium verum), també dit badiana, a alcohol neutre. Té una graduació alcohòlica entre el 40% i 55% amb un màxim de sucre de 50 grams per litre, i és, per tant, una beguda relativament forta. Amb aquest anís sol fer-se un combinat, barrejant-lo amb aigua i gel, anomenat palometa.
L'elaboració és regulada per la denominació d'origen begudes espirituoses d'Alacant juntament amb la del cafè licor, l'herbero i el cantueso.